# Pteroctopus schmidti
Pteroctopus schmidti är en bläckfiskart som först beskrevs av Louis Joubin 1933.  Pteroctopus schmidti ingår i släktet Pteroctopus och familjen Octopodidae. Inga underarter finns listade i Catalogue of Life.